# (7825) 1991 TL1
1991 تي أل 1 (ويعرف أيضًا باسم (7825) 1991 تي أل 1 وفق تسمية الكوكب الصغير) (بالإنجليزية: 1991 TL1)‏ هو كويكب ضمن حزام الكويكبات؛ وترتيبه 7825 من حيث الاكتشاف.
اكتُشف هذا الجُرم الفلكي بواسطة Jeff T. Alu ‏ في 10 أكتوبر 1991.

## وصلات خارجية
- (7825) 1991 TL1 في قاعدة بيانات مختبر الدفع النفاث لأجرام النظام الشمسي الصغيرة

- الاكتشاف · مخطط المدار ·  العناصر المدارية · المعلمات المادية

- (7825) 1991 TL1 على موقع ويكي سكاي: DSS2, SDSS, GALEX, IRAS, Hydrogen α, X-Ray, Astrophoto, Sky Map, Articles and images